# DumbLand
DumbLand es una serie de ocho cortos crudamente animados escritos y dirigidos por el director David Lynch en 2002. Los cortos fueron lanzados originalmente vía Internet a través del sitio web de Lynch, y luego fueron editados en un DVD en 2005. El tiempo en total de los ocho cortos combinados son aproximadamente media hora.
La serie detalla las rutinas cotidianas de un hombre que posiblemente sea, o esté basado en un redneck o basura blanca. El hombre vive en una casa junto con su esposa e hijo, pero durante la serie no podemos escuchar a ninguno de los nombres de los personajes principales. No obstante, en el sitio web de Lynch, identifica al personaje masculino como Randy y el niño con el nombre Sparky. La esposa no es nombrada.
El estilo de la serie es intencionalmente crudo tanto en términos de presentación como contenido, con animación limitada.